# Incursión de Yakla
El 28 de enero de 2017 tuvo lugar en Qifah, Al Bayda', Yemen una incursión militar liderada por las fuerzas especiales estadounidenses dentro del marco de la Guerra Civil Yemení. Dicha operación fue autorizada por el presidente de los Estados Unidos, Donald Trump.
El objetivo marcado de la misión fue dar con el líder de Al-Qaeda en la península arábiga: Qasim al-Raymi.

## Trasfondo
El Gobierno de Estados Unidos ha apoyado la intervención árabe en territorio yemení en su campaña contra los militantes hutíes. Estos a su vez emprendieron otra campaña frente a AQAP. Previamente, en 2014 hubo una operación terrestre contra dicho grupo, y en 2016 las fuerzas armadas estadounidenses junto con emiratíes para monitorearlos.
De acuerdo con reportes militares, la incursión "se estuvo planeando desde hacía meses" y fue una de las acciones más agresivas contra Al-Qaeda en el país arábigo. Sin embargo, la Administración Obama recurrió al derecho de veto y la operación quedó cancelada. No obstante, con el cambio de Gobierno, se dio luz verde a esta y otras futuras misiones.

## Operación
A primeras horas de la mañana del 29 de enero varias docenas de comandos de la Navy SEAL al igual que soldados de élite de EAU aterrizaron con aeronaves MV-22 en las montañas de Yakla, donde se suponía estaba el líder de Al-Qaeda Abdul Rauf al-Dhahab. Mientras se aproximaban al objetivo, estos eran informados de que las fuerzas de Al-Qaeda eran conscientes de su llegada.
En consecuencia, estadounidenses y emiratíes se vieron envueltos en un intenso fuego cruzado. Inmediatamente, desde varios helicópteros de Estados Unidos se produjeron varios disparos contra la localidad.
Durante la evacuación de los SEALs, un Bell Boeing V-22 Osprey del Cuerpo de Marines de los Estados Unidos fue dañado durante un aterrizaje forzoso a causa de una pérdida de potencia del aparato. En consecuencia, tres comandos resultaron heridos, mientras que la aeronave fue destruida por fuego amigo.

## Consecuencias

### Estados Unidos
Durante la incursión, un SEAL, William Owens, falleció. Otros tres militares resultaron heridos.

### AQAP
Por parte de Al-Qaeda, las autoridades estadounidenses reportaron haber matado a catorce terroristas, de los cuales tres, eran consideradas "figuras clave" en la organización: Abdul Rauf al-Dhahab, Sultan al-Dhahab y Seif al-Nims. Junto a estos, falleció también Arwa Baghdadi, mujer árabe de 35 años que viajó a Yemen para enrolarse en Al-Qaeda y que tenía cargos por terrorismo en Arabia.

### Población civil
En un principio, los estadounidenses negaron que entre las víctimas, hubiera civiles, sin embargo, en una investigación reconocieron haberse producido daños colaterales. De acuerdo con varios reportes médicos: murieron ocho mujeres y siete niños de entre 3 a 13 años por fuego aéreo.
Entre las víctimas mortales se encuentra Nora, nacida como Nawar al-Awlaki y quien fuera hija del predicador Anwar al Awlaki, quien ya recibiere muerte en 2011 por el ataque de un dron. De acuerdo con su abuelo, falleció dos horas después de recibir un disparo en el cuello.

## Reacciones
Según declaró el teniente general Mark Hertling, la misión "fue un éxito". Sin embargo, gran parte de los medios de comunicación estadounidenses difirieron. David Sanger de The New York Times, periodista que cubrió la información de la incursión afirmó el día 2 de febrero que: "es complicado definirlo como éxito. Todavía no sabemos el valor de la información que estuvieron barajando para sacarle provecho, y que la mayor parte procedía de ordenadores y teléfonos móviles, y por lo que hemos escuchado, tampoco es que tuvieran un as en la manga".
April Longley Alley, analista del Grupo Internacional de Crisis en la Península arábiga describió la incursión como "un ejemplo de lo que no hay que hacer", puesto que la operación ignoraba el contexto político de la región.
Karen J. Greenberg, directora de la Universidad de Fordham en Seguridad Nacional declaró que la muerte de Nawar al-Awlaki será aprovechada por los propagandistas de Al-Qaeda.
El Ministro de Asuntos Exteriores, Abdul Malik Al Mekhlafi en su cuenta de Twitter condenó los "asesinatos extrajudiciales" y dijo que estas acciones "darán argumentos a los terroristas".